# Звуковая энергия
Звукова́я эне́ргия — энергия колебаний частиц среды, переносящей звуковые волны; единица измерения в Международной системе единиц (СИ) — джоуль (Дж).
Звуковая энергия в объёме среды определяется как сумма потенциальной и кинетической плотности энергии, проинтегрированной по объёму:
{\displaystyle W=W_{\mathrm {potential} }+W_{\mathrm {kinetic} }=\int _{V}{\frac {p^{2}}{2\rho _{0}c^{2}}}\,\mathrm {d} V+\int _{V}{\frac {\rho v^{2}}{2}}\,\mathrm {d} V,}
где
- V — объём;
- p — давление звука;
- v — скорость частиц;
- ρ0 — плотность среды без звука;
- ρ — локальная плотность среды;
- c — скорость звука.